# Wanda Wojtkiewicz-Rok
Wanda Wojtkiewicz-Rok (zm. 9 lipca 2018) – polska historyk, prof. dr hab.

## Życiorys
Absolwentka Uniwersytetu Wrocławskiego. Obroniła pracę doktorską, 23 czerwca 1997 habilitowała się na podstawie pracy zatytułowanej Rola Wydziału Lekarskiego Uniwersytetu Jana Kazimierza w kształtowaniu polskiego modelu nauczania medycyny. Studia medyczne UJK w latach 1920–1939. 17 lipca 2013 nadano jej tytuł profesora w zakresie nauk humanistycznych.
Pracowała na stanowisku profesora w Instytucie Pedagogiki na Wydziale Nauk Historycznych i Pedagogicznych Uniwersytetu Wrocławskiego. Objęła funkcję profesora nadzwyczajnego, w latach 2000–2013 pełniła funkcję kierownika w Zakładzie Humanistycznych Nauk Lekarskich na Wydziale Lekarskim Uniwersytetu Medycznego im. Piastów Śląskich we Wrocławiu, a także była wiceprezesem Polskiego Towarzystwa Historii Medycyny i Farmacji.
Zmarła 9 lipca 2018, pochowana na cmentarzu parafialnym w Sokołowcu.
Odznaczona Złotym Krzyżem Zasługi (2001).